# Pays participant au Concours Eurovision de la chanson
- 1956-1959
- 1960-1969
- 1970-1979
- 1980-1989
- 1990-1999
- 2000-2009
- 2015

Carte visualisant les débuts de chaque pays par décennie :
1 : Ancienne république yougoslave ayant concouru pour la Yougoslavie entre 1961 et 1992.
2 : Ancienne république yougoslave ayant concouru pour la Yougoslavie entre 1961 et 1992, puis pour la Serbie-et-Monténégro en 2004 et 2005.

Le Concours Eurovision de la chanson est un évènement annuel organisé par l’UER, l’Union européenne de radio-télévision. Il réunit les membres de l’Union dans le cadre d’une compétition musicale, diffusée en direct et en simultané par tous les pays participants. Depuis 1956, le concours (appelé plus communément Eurovision) s’est tenu chaque année, à l'exception de l'édition 2020. Le nombre de pays participants n’a cessé d’augmenter, passant de sept à une quarantaine, au XXIe siècle. À travers les décennies, le concours a évolué, s'est adapté et réinventé, accompagnant les développements historiques et politiques.
Au total, pas moins de cinquante-deux pays ont déjà pris part au concours et parmi eux, vingt-six l'ont déjà remporté. Ces pays, tous membres de l'UER, se répartissent sur quatre continents : l'Europe, l'Asie, l'Afrique et l'Océanie.

## Historique

### Tableau récapitulatif
Le tableau récapitulatif reprend, année par année, les pays participants ayant fait leurs débuts. Les noms des pays sont classés en fonction de leur ordre de passage lors de l'édition concernée.
| Année | Débuts                                                            |
| ----- | ----------------------------------------------------------------- |
| 1956  | Pays-Bas, Suisse, Belgique, Allemagne, France, Luxembourg, Italie |
| 1957  | Royaume-Uni, Autriche, Danemark                                   |
| 1958  | Suède                                                             |
| 1959  | Monaco                                                            |
| 1960  | Norvège                                                           |
| 1961  | Espagne, Finlande, Yougoslavie                                    |
| 1964  | Portugal                                                          |
| 1965  | Irlande                                                           |
| 1971  | Malte                                                             |
| 1973  | Israël                                                            |
| 1974  | Grèce                                                             |
| 1975  | Turquie                                                           |
| 1980  | Maroc                                                             |
| 1981  | Chypre                                                            |
| 1986  | Islande                                                           |
| 1993  | Slovénie, Bosnie-Herzégovine, Croatie                             |
| 1994  | Estonie, Roumanie, Slovaquie, Lituanie, Hongrie, Russie, Pologne  |
| 1998  | Macédoine du Nord                                                 |
| 2000  | Lettonie                                                          |
| 2003  | Ukraine                                                           |
| 2004  | Biélorussie, Andorre, Albanie, Serbie-et-Monténégro               |
| 2005  | Moldavie, Bulgarie                                                |
| 2006  | Arménie                                                           |
| 2007  | Géorgie, Monténégro, Serbie, Tchéquie                             |
| 2008  | Saint-Marin, Azerbaïdjan                                          |
| 2015  | Australie                                                         |

### 1956-1959
En 1956, sept pays participèrent à la première édition du concours. Ces sept membres fondateurs furent l’Allemagne, la Belgique, la France, l'Italie, le Luxembourg, les Pays-Bas et la Suisse. L’Autriche, le Danemark et le Royaume-Uni auraient dû également participer. Ils ne purent cependant respecter la date limite d’inscription et furent donc absents. Tous trois diffusèrent le concours et firent leurs débuts l’année suivante.
En 1957, les résultats du vote furent pour la première fois publiés. Par conséquent, l’Autriche devint le tout premier pays participant à terminer à la dernière place.
Durant cette période, le plus grand nombre de participants à une édition du concours fut atteint en 1959, avec onze pays.

### 1960-1969
En 1962, à la suite de l'introduction d'un nouveau système de vote, quatre pays participants terminèrent pour la toute première fois derniers, avec "nul point" : l'Autriche, la Belgique, l'Espagne et les Pays-Bas.
En 1964, le concours fut organisé par le Danemark, à Copenhague. Il y eut de vives protestations dans l’opinion publique danoise, à propos de la participation de l'Espagne et du Portugal, qui étaient encore à l'époque des dictatures militaires. Cela conduisit au premier incident politique de l'histoire du concours. Après le passage de la représentante suisse, un homme surgit sur scène, brandissant une bannière sur laquelle était peinte : « Boycott Franco & Salazar ». Tandis qu'il était évacué par la sécurité, la caméra fit un plan fixe sur le tableau de vote.
En 1965, le concours fut pour la première fois diffusé en direct par le réseau Intervision, en Allemagne de l'Est, en Hongrie, en Pologne, en Roumanie, en Tchécoslovaquie et en Union soviétique. Il fut également diffusé pour la première fois au Maroc. Son audience potentielle fut estimée à 150 millions de téléspectateurs, un record pour l'époque.
En 1968, le premier jour des répétitions, des personnes se présentèrent à l'Albert Hall, prétendant être la délégation albanaise. La rumeur circula alors des débuts de l’Albanie. Il s’avéra ensuite qu’il s’agissait d’une plaisanterie, montée par des comédiens.
En 1969, l’Autriche décida de se retirer, refusant de participer à un concours organisé par une dictature. Il s'agissait de l’Espagne, alors dirigée par le général Franco. Le concours fut diffusé pour la première fois au Brésil, au Chili, à Puerto Rico et en Tunisie.
Durant cette période, le plus grand nombre de participants à une édition du concours fut atteint en 1965 et 1966, avec dix-huit pays.

### 1970-1979
En 1970, le concours fut pour la première fois retransmis en Grèce, en Islande et en Israël. En 1971, il fut également diffusé aux États-Unis et à Hong Kong. En 1972, il fut retransmis pour la première fois en direct en Asie, au Japon, aux Philippines, à Taïwan et en Thaïlande.
En 1973, Israël fit ses débuts, devenant ainsi le premier pays situé en dehors du continent européen à participer au concours. Cette année-là, le concours fut diffusé pour la première fois en Turquie.
Les années suivantes furent marquées par les participations croisées de la Grèce et de la Turquie, alors en plein conflit sur la question chypriote. La Grèce fit ses débuts en 1974 ; la Turquie, en 1975. Cette année-là, la Grèce se retira par mesure de protestation envers la participation turque et surtout, envers l'invasion de l'île de Chypre par l'armée turque. L'année suivante, en 1976, la Turquie se retira par mesure de protestation envers le retour de la Grèce, puis s'abstint à nouveau de concourir en 1977. Il fallut attendre 1978 pour que les deux pays participent à une même édition du concours.
En 1975, le concours fut diffusé pour la première fois en Corée du Sud et en Jordanie.
En 1976, une vive polémique éclata en Suède sur la participation du pays à l'Eurovision. Il y eut plusieurs manifestations d'opposition au concours, jugé trop commercial. De plus, la télévision publique suédoise estima n'avoir plus les moyens d'organiser une nouvelle édition, en cas de victoire du pays. La Suède se retira alors. L'UER décida en conséquence de modifier les règles de financement du concours : désormais, chaque télédiffuseur devrait payer une quote-part. Cela permit de ne plus faire assumer l'intégralité des frais d'organisation par le télédiffuseur hôte.
En 1978, le concours fut pour la première fois retransmis par satellite à Dubaï.
En 1979, le concours fut organisé pour la première fois par Israël, à Jérusalem. Dans le cadre de la crise pétrolière et des tensions internationales, la Turquie subit les pressions des pays voisins d’Israël et finit par se retirer.
Durant cette période, le plus grand nombre de participants à une édition du concours fut atteint en 1978, avec vingt pays.

### 1980-1989
L'édition 1980 du concours fut marquée par la seule et unique participation du Maroc. Le pays termina à l’avant-dernière place. Ce fut une cruelle déception pour la télévision publique marocaine, qui se retira dès l'année suivante. À ce jour, le Maroc demeure toujours le seul pays d'Afrique à avoir participé au concours.
En 1981, le concours fut pour la première fois diffusé en Égypte et en 1983, en Australie.
En 1987, pour la toute première fois, l'UER fixa un nombre maximal de participants au concours : vingt-deux. Cela, afin de limiter à trois heures la durée de retransmission.
En 1989, le concours fut pour la première fois diffusé en direct au Canada.
Durant cette période, le plus grand nombre de participants à une édition du concours fut atteint en 1987 et 1989, avec vingt-deux pays.

### 1990-1999
En 1992, pour permettre à Malte de continuer à concourir, le nombre maximum de pays participants fut élargi à vingt-trois par l’UER.
En 1993, à la suite de la chute du Rideau de fer et à la dislocation de la Yougoslavie, le nombre de pays désireux de participer au concours crût fortement. Pour la deuxième année consécutive, l’UER élargit le nombre maximum de pays participants, le faisant passer de vingt-trois à vingt-cinq. La Yougoslavie ayant été exclue de l’UER, seuls les vingt-deux autres pays ayant participé à l’édition 1992 du concours obtinrent d’emblée une place en finale. L’UER décida que les trois dernières places seraient attribuées via une présélection, qui serait organisée par la télévision publique slovène : Kvalifikacija za Millstreet. Kvalifikacija za Millstreet (en français : Qualification pour Millstreet) détient la particularité d’avoir été la toute première présélection de l’histoire du concours. Elle se déroula le samedi 3 avril 1993, à Ljubljana, en Slovénie, et se conclut par la qualification de la Bosnie-Herzégovine, de la Croatie et de la Slovénie. Parallèlement, l’UER introduisit une nouvelle règle, pour réguler le trop grand nombre de pays souhaitant participer au concours : la relégation. Désormais, les six pays terminant aux dernières places du classement final perdaient leur droit à concourir l’année suivante. Cette règle resta en vigueur jusqu’en 2004 et l’instauration du système des demi-finales.
En 1994, la règle de relégation fut mise en application pour la toute première fois. Les pays ayant terminé aux six dernières places de l’édition 1993, ne purent concourir. Il s'agissait de la Belgique, du Danemark, d'Israël, du Luxembourg, de la Slovénie et de la Turquie. Outre ces pays, l’Italie décida également de se retirer. Les places ainsi libérées permirent à sept pays de faire leurs débuts : l’Estonie, la Hongrie, la Lituanie, la Pologne, la Roumanie, la Russie et la Slovaquie. Ce fut la première fois depuis 1956 qu’autant de pays firent leurs débuts en même temps.
En 1995, l'UER réduisit à vingt-trois, le nombre de pays autorisés à participer. Cela eut pour conséquence la relégation des pays ayant terminé aux sept dernières places de l'édition 1994 : l’Estonie, la Finlande, la Lituanie, les Pays-Bas, la Roumanie, la Slovaquie et la Suisse. Les cinq places ainsi libérées permirent aux pays relégués l'année précédente de faire leur retour, à savoir la Belgique, le Danemark, Israël, la Slovénie et la Turquie.
En 1996, la question du nombre de pays candidats se posa avec encore plus d’acuité. Au total, trente pays souhaitèrent concourir, alors que l’UER limitait toujours à vingt-trois le nombre de places en finale. Le système de relégation, employé l’année précédente, fut mis de côté, notamment à la demande de l’Allemagne qui, ayant terminé à la dernière place de l’édition 1995, aurait été immanquablement reléguée cette année-là. L’UER décida d’en revenir à un système de présélection. Seul le pays hôte, la Norvège, obtint une qualification automatique pour la finale. Les vingt-neuf autres pays durent passer par ladite présélection. Celle-ci fut une présélection audio : il n’y eut d’elle aucune retransmission télévisée. Il n’y eut pas non plus de prestation des chansons, en direct, avec un orchestre. Le panel des jurys nationaux se réunit pour écouter les enregistrements des vingt-neuf morceaux en compétition. Ils attribuèrent leurs résultats selon la méthode traditionnelle, accordant 1, 2, 3, 4, 5, 6, 7, 8, 10 et 12 points à leurs dix chansons favorites. L’UER dévoila ensuite simplement les noms des pays qualifiés. À l’issue de cette présélection, sept pays furent éliminés : l’Allemagne, le Danemark, la Hongrie, Israël, la Macédoine du Nord, la Roumanie et la Russie.
Cette méthode de présélection suscita immédiatement la controverse. Premièrement, sa procédure manquait de transparence : le vote demeurait secret et le grand public n’y avait aucun accès. Deuxièmement, elle s’avérait injuste pour certains pays qui se voyaient éliminés d’emblée, sans avoir eu la possibilité de présenter leur candidat à l’Europe et au monde, alors qu’ils avaient parfois organisé un processus de sélection interne, long et coûteux. Par conséquent, ce fut la seule fois où cette méthode de présélection fut employée. Le système des relégations fut réinstauré dès l’année suivante.
Ce fut la seule et unique fois que l’Allemagne ne participa pas à une finale du concours. Cette absence suscita un vif mécontentement dans le chef de la télévision publique allemande et ne manqua pas de poser un problème capital à l’UER. En effet, l’Allemagne était (et demeure toujours) le premier contributeur financier de l’Union et du concours. Le risque de pertes financières récurrentes et de diminutions d’audience conséquentes mènera finalement l’UER à créer un statut particulier pour ses cinq contributeurs principaux (l’Allemagne, l’Espagne, la France, l’Italie et le Royaume-Uni). Ceux-ci, connus désormais sous le nom de « Big Five », reçurent la garantie d’une place automatique en finale.
En 1997, l’UER décida de réinstaurer la règle de relégation, en l’adaptant. Désormais, les pays participants seraient relégués selon la moyenne des résultats obtenus lors de leurs cinq dernières participations. Aucun pays ne pourrait être relégué plus d’une année. Enfin, l’UER rehaussa à nouveau à vingt-cinq, le nombre de pays autorisés à concourir.
Durant cette période, le plus grand nombre de participants à une édition du concours fut atteint en 1993, 1994, 1997 et 1998, avec vingt-cinq pays.

### 2000-2010
En 2000, l’UER modifia les règles présidant au système de relégation. Désormais, seraient qualifiés d’office pour la finale de l’année suivante : les « Big Four » (les quatre plus importants contributeurs financiers de l’Union de l'époque – c’est-à-dire l’Allemagne, l’Espagne, la France et le Royaume-Uni), les pays ayant été relégués l'année précédente et les quinze pays ayant obtenu le meilleur classement (ce compris le pays vainqueur).
En 2003, seuls vingt-cinq pays devaient à l'origine participer au concours. Mais l'UER décida d'ouvrir une place supplémentaire pour l’Ukraine, qui put ainsi faire ses débuts. Vingt-six pays participèrent à la finale du quarante-huitième concours, un record qui ne sera égalé qu’en 2012.
En 2004, face au nombre toujours croissant de pays souhaitant concourir, l’UER supprima le système des relégations et introduisit une demi-finale, afin de déterminer les finalistes. Désormais, seraient qualifiés d’office pour la finale : les « Big Four » (l’Allemagne, l’Espagne, la France et le Royaume-Uni) ainsi que les dix autres pays ayant terminé en tête du classement (ce compris le pays vainqueur). Tous les autres pays devraient passer par la demi-finale, organisée le mercredi précédent la finale et au terme de laquelle dix autres pays se qualifieraient.
En 2006, la Serbie-et-Monténégro s'inscrivit pour participer au concours, mais une vive controverse éclata durant la procédure de sélection nationale. Il y eut des tensions entre les télédiffuseurs serbe et monténégrin et des divergences flagrantes dans l’attribution des points par les jurys, lors de la finale. Les jurés monténégrins n'attribuèrent ainsi aucun point aux chansons serbes, alors que leurs collègues serbes votèrent pour certaines chansons monténégrines. Devant l’ampleur de la contestation interne, le pays décida de se retirer. Il conserva cependant le droit de voter durant la demi-finale et la finale. Les téléspectateurs serbes et monténégrins participèrent au télévote. Finalement, le Groupe de Référence de l'UER n'infligea aucune amende, ni sanction à la Serbie-et-Monténégro. En juin de la même année, la Serbie et le Monténégro mirent fin à leur union par référendum. À partir de 2007, les deux pays participèrent donc séparément au concours.
En 2007, vingt-huit pays concoururent en demi-finale pour une des dix places en finale. Cette demi-finale détient toujours le record du plus grand nombre de chansons présentées consécutivement au concours.
En 2008, le nombre perpétuellement croissant de pays participants et la controverse sur les résultats de l’édition 2007 poussèrent l’UER à modifier les règles du concours. Le principe d’une demi-finale unique, utilisé depuis 2004, fut supprimé et remplacé par celui de deux demi-finales, organisées le mardi et le jeudi précédant la finale. Désormais, seuls cinq pays seraient automatiquement qualifiés pour la finale : le pays hôte (vainqueur de l’édition précédente) et les « Big Four » (l’Allemagne, l’Espagne, la France et le Royaume-Uni). Les autres pays participants devraient décrocher leur qualification via une des deux demi-finales.
En 2009, à la suite du conflit armé d'août 2008 qui l'opposa à la Russie, pays hôte de cette édition du concours, la Géorgie décida de se retirer. Le pays revint cependant sur sa décision en décembre 2008, s'inscrivit auprès de l’UER et fut versé dans la première demi-finale. Au terme d’une sélection nationale ouverte, la chanson retenue fut We Don't Wanna Put In (Nous ne voulons pas le prendre en compte), interprétée par le groupe Stefane & 3G. Elle suscita immédiatement la controverse et un vaste mouvement de protestation en Russie. Son titre était en effet à double entente : il pouvait aussi se comprendre comme We Don't Wanna Putin (Nous ne voulons pas de Poutine) et donc comme une attaque personnelle à l’encontre du président russe. Après qu'elle lui eut été soumise, le Groupe de Référence de l’UER refusa le morceau. Le Groupe basa sa décision sur le paragraphe 9 de l'article 4 du règlement du concours, qui stipulait qu'aucune allusion politique ne pouvait être faite dans les paroles d'une chanson. Le Groupe donna le choix à la Géorgie : ou bien modifier le titre et le passage concerné, ou bien choisir une autre chanson. La télévision publique géorgienne refusa toute modification et décida de se retirer du concours, invoquant une mesure censoriale et une atteinte à la liberté d'expression. Par la suite, le groupe Stefane & 3G admit que la chanson comportait bien un message politique et que leur objectif était de ridiculiser Vladimir Poutine.
Durant cette période, le plus grand nombre de participants à une édition du concours fut atteint en 2008, avec quarante-trois pays. Ce nombre record dans l'histoire du concours fut égalé en 2011 et en 2018, mais n'a toujours pas été surpassé.

### 2010-2019
En 2011, l'Italie revint au concours et se fit intégrer au membre les plus contributeurs de l'Eurovision, c'est-à-dire le groupe des "Big Four", renommé "Big Five" pour l'occasion. Aussi depuis cette année, l'Italie, la France, l'Allemagne, l'Espagne et le Royaume-Uni sont qualifiés d'office pour la finale avec le pays gagnant de l'année précédente.
En 2012, l’Arménie décida cette année-là de se retirer du concours, qui avait lieu  à Bakou, en Azerbaïdjan. La télévision publique arménienne craignit que la sécurité de sa délégation ne puisse pas être assurée par les autorités azerbaïdjanaises. Les tensions entre les deux pays demeuraient toujours fort vives, en raison de leur conflit à propos du Haut-Karabagh
En 2015, après avoir été conviée à se produire « en marge » du concours avec la prestation Jessica Mauboy lors de la précédente édition, l'Australie devient un participant officiel de l'Eurovision,.
Durant cette période, le plus grand nombre de participants à une édition du concours fut atteint en 2011 et en 2018 avec quarante-trois pays. Égalant ainsi le record de 2008.

## Règles actuelles
Les conditions de participation au concours sont déterminées par l’UER et énoncées explicitement dans le règlement mis à jour annuellement.
Primo, seuls les membres actifs de l’UER peuvent participer au concours. La participation au concours n’est cependant obligatoire pour aucun d'entre eux.
Les membres actifs de l’UER sont soit les diffuseurs des pays situés dans la Zone européenne de radiodiffusion et membres de l’Union internationale des télécommunications ; soit les diffuseurs des pays situés en dehors de la Zone européenne de radiodiffusion et membres du Conseil de l’Europe. Ces diffuseurs doivent opérer dans leur pays avec l’autorisation des autorités compétentes et fournir un service public de caractère et d’importance nationale.
Les diffuseurs doivent en outre remplir plusieurs autres conditions pour devenir membres actifs. Ils doivent pouvoir procéder à des retransmissions radio et télé de qualité technique satisfaisante. Ils doivent offrir une offre de programmes équilibrée et susceptible de s’adresser à toutes les catégories de la population du pays concerné, indépendamment de tout critère d’audimat ou de rentabilité. Ils doivent produire ou commissionner une partie substantielle de leurs programmes, sur leur propre budget et selon leur propre ligne éditoriale. Enfin, ils ne doivent pas être liés à une agence de droits sportifs en compétition avec l’UER, pour l’acquisition de droits de retransmission.
Secundo, seuls 44 membres actifs de l'UER sont autorisés à prendre part au concours. Une fois inscrits, ils sont connus sous le nom de « diffuseurs participants ». Seuls 26 d'entre eux peuvent participer à la finale. Six d'entre eux ont la garantie d'une place automatique en finale : le diffuseur hôte et les diffuseurs participants de l'Allemagne, de l’Espagne, de la France, de l’Italie et du Royaume-Uni. Les 38 autres diffuseurs participants devront être inscrits dans une des deux demi-finales et concourir ainsi pour l'une des 20 places restantes en finale.

## Pays participants
Les pays participant au Concours Eurovision de la chanson peuvent se classer en trois catégories principales :
- les membres actifs, qui ont participé à la dernière édition du concours ;
- les membres inactifs, qui n'ont pas participé à cette dernière édition ;
- les membres disparus, qui ont cessé d'exister à la suite de circonstances historiques particulières.

À cela s'ajoute une quatrième catégorie : celle des pays n'ayant jamais participé au concours malgré une ou plusieurs tentatives.

### Actifs
| Pays        | Débuts | Nombre de participations | Finale            | Finale                                     | Demi-finale       | Demi-finale              | Diffuseur(s)       |
| Pays        | Débuts | Nombre de participations | Meilleur résultat | Année(s)                                   | Meilleur résultat | Année(s)                 | Diffuseur(s)       |
| ----------- | ------ | ------------------------ | ----------------- | ------------------------------------------ | ----------------- | ------------------------ | ------------------ |
| Albanie     | 2004   | 22                       | 05                | 2012                                       | 02                | 2012 et 2025             | RTSH               |
| Allemagne   | 1956   | 68                       | 01                | 1982 et 2010                               | -                 | -                        | NDR, ARD           |
| Arménie     | 2006   | 17                       | 04                | 2008 et 2014                               | 02                | 2008 et 2016             | AMPTV              |
| Australie   | 2015   | 10                       | 02                | 2016                                       | 01                | 2016, 2019 et 2023       | SBS                |
| Autriche    | 1957   | 57                       | 01                | 1966, 2014 et 2025                         | 01                | 2014                     | ORF                |
| Azerbaïdjan | 2008   | 18                       | 01                | 2011                                       | 01                | 2013                     | İTV                |
| Belgique    | 1956   | 66                       | 01                | 1986                                       | 01                | 2010                     | RTBF, VRT          |
| Chypre      | 1981   | 41                       | 02                | 2018                                       | 02                | 2018                     | RIK                |
| Croatie     | 1993   | 31                       | 02                | 2024                                       | 01                | 2024                     | HRT                |
| Danemark    | 1957   | 53                       | 01                | 1963, 2000 et 2013                         | 01                | 2013                     | DR                 |
| Espagne     | 1961   | 64                       | 01                | 1968 et 1969                               | -                 | -                        | TVE                |
| Estonie     | 1994   | 32                       | 01                | 2001                                       | 03                | 2009 et 2015             | ETV                |
| Finlande    | 1961   | 58                       | 01                | 2006                                       | 01                | 2006 et 2023             | YLE                |
| France      | 1956   | 67                       | 01                | 1958, 1960, 1962, 1969 et 1977             | -                 | -                        | France Télévisions |
| Géorgie     | 2007   | 18                       | 09                | 2010 et 2011                               | 03                | 2010                     | GPB                |
| Grèce       | 1974   | 45                       | 01                | 2005                                       | 01                | 2008 et 2011             | ERT                |
| Irlande     | 1965   | 58                       | 01                | 1970, 1980, 1987, 1992, 1993, 1994 et 1996 | 03                | 2024                     | RTÉ                |
| Islande     | 1986   | 38                       | 02                | 1999 et 2009                               | 01                | 2009                     | RÚV                |
| Israël      | 1973   | 47                       | 01                | 1978, 1979, 1998 et 2018                   | 01                | 2018, 2024 et 2025       | IBA                |
| Italie      | 1956   | 50                       | 01                | 1964, 1990 et 2021                         | -                 | -                        | RAI                |
| Lettonie    | 2000   | 26                       | 01                | 2002                                       | 02                | 2015 et 2025             | LTV                |
| Lituanie    | 1994   | 26                       | 06                | 2006                                       | 03                | 2012                     | LRT                |
| Luxembourg  | 1956   | 39                       | 01                | 1961, 1965, 1972, 1973 et 1983             | 05                | 2024                     | RTL                |
| Malte       | 1971   | 37                       | 02                | 2002 et 2005                               | 01                | 2021                     | PBS                |
| Monténégro  | 2007   | 13                       | 13                | 2015                                       | 07                | 2014                     | RTCG               |
| Norvège     | 1960   | 63                       | 01                | 1985, 1995 et 2009                         | 01                | 2009 et 2018             | NRK                |
| Pays-Bas    | 1956   | 65                       | 01                | 1957, 1959, 1969, 1975 et 2019             | 01                | 2014 et 2019             | TROS               |
| Pologne     | 1994   | 28                       | 02                | 1994                                       | 03                | 2023                     | TVP                |
| Portugal    | 1964   | 56                       | 01                | 2017                                       | 01                | 2017                     | RTP                |
| Royaume-Uni | 1957   | 67                       | 01                | 1967, 1969, 1976, 1981 et 1997             | -                 | -                        | BBC                |
| Saint-Marin | 2008   | 16                       | 19                | 2019                                       | 08                | 2019                     | SMRTV              |
| Serbie      | 2007   | 18                       | 01                | 2007                                       | 01                | 2007                     | RTS                |
| Slovénie    | 1993   | 31                       | 07                | 1995 et 2001                               | 03                | 2011                     | RTV SLO            |
| Suède       | 1958   | 64                       | 01                | 1974, 1984, 1991, 1999, 2012, 2015 et 2023 | 01                | 2011, 2012, 2015 et 2022 | SVT                |
| Suisse      | 1956   | 65                       | 01                | 1956, 1988 et 2024                         | 01                | 2021                     | SRG SSR            |
| Tchéquie    | 2007   | 14                       | 06                | 2018                                       | 02                | 2019                     | ČT                 |
| Ukraine     | 2003   | 20                       | 01                | 2004, 2016 et 2022                         | 01                | 2008, 2022 et 2025       | Suspilne           |

### Inactifs
| Pays               | Débuts | Nombre de participations | Finale            | Finale       | Demi-finale       | Demi-finale        | Retrait | Diffuseur(s) |
| Pays               | Débuts | Nombre de participations | Meilleur résultat | Année(s)     | Meilleur résultat | Année(s)           | Retrait | Diffuseur(s) |
| ------------------ | ------ | ------------------------ | ----------------- | ------------ | ----------------- | ------------------ | ------- | ------------ |
| Andorre            | 2004   | 6                        | -                 | -            | 12                | 2007               | 2010    | RTVA         |
| Biélorussie        | 2004   | 16                       | 06                | 2007         | 04                | 2007               | 2021    | BTRC         |
| Bosnie-Herzégovine | 1993   | 19                       | 03                | 2006         | 02                | 2006               | 2017    | BHRT         |
| Bulgarie           | 2005   | 14                       | 02                | 2017         | 01                | 2017               | 2023    | BNT          |
| Hongrie            | 1994   | 17                       | 04                | 1994         | 02                | 2007 et 2017       | 2019    | MTV          |
| Macédoine du Nord  | 1998   | 21                       | 07                | 2019         | 02                | 2019               | 2023    | MRT          |
| Maroc              | 1980   | 1                        | 18                | 1980         | -                 | -                  | 1981    | TVM          |
| Moldavie           | 2005   | 20                       | 03                | 2017         | 02                | 2005 et 2017       | 2025    | TRM          |
| Monaco             | 1959   | 24                       | 01                | 1971         | 19                | 2004               | 2007    | TMC          |
| Roumanie           | 1994   | 24                       | 03                | 2005 et 2010 | 01                | 2005               | 2024    | TVR          |
| Russie             | 1994   | 23                       | 01                | 2008         | 01                | 2012, 2015 et 2016 | 2022    | RTR, C1R     |
| Slovaquie          | 1994   | 7                        | 18                | 1996         | 13                | 2011               | 2013    | STV          |
| Turquie            | 1975   | 34                       | 01                | 2003         | 01                | 2010               | 2013    | TRT          |

### Disparus
| Pays                 | Débuts | Nombre de participations | Finale            | Finale   | Demi-finale       | Demi-finale | Retrait | Diffuseur(s) |
| Pays                 | Débuts | Nombre de participations | Meilleur résultat | Année(s) | Meilleur résultat | Année(s)    | Retrait | Diffuseur(s) |
| -------------------- | ------ | ------------------------ | ----------------- | -------- | ----------------- | ----------- | ------- | ------------ |
| Serbie-et-Monténégro | 2004   | 2                        | 02                | 2004     | 01                | 2004        | 2006    | RTS, RTCG    |
| Yougoslavie          | 1961   | 27                       | 01                | 1989     | -                 | -           | 1993    | JRT          |

### Tentatives infructueuses
Jusqu'à présent, au moins trois pays ont tenté de participer au concours, mais ont vu leurs tentatives échouer : le Liechtenstein, la Tunisie et le Liban.
Le Liechtenstein souhaita faire ses débuts en 1976. Mais comme la principauté ne possédait pas de diffuseur public, sa candidature fut refusée par l'UER. Ce n'est qu'en août 2008 que le pays se dota de son premier diffuseur public : 1FLTV. Mais faute de moyens financiers suffisants, celui-ci n'est toujours pas membre de UER.
La Tunisie s'inscrivit en 1977 auprès de l'UER pour faire ses débuts à la vingt-deuxième édition du concours, mais se retira au dernier moment, sans donner plus d'explications.
Quant au Liban, il devait faire ses débuts au Concours Eurovision de la chanson 2005. Mais le pays se retira ultérieurement, un accord n’ayant pu être trouvé avec l'UER sur les modalités de retransmission du concours.

## Records et faits notables
- L’Allemagne détient le record du plus grand nombre de participations au concours pour un pays membre de l’UER : soixante-sept, en 2024. Depuis 1956, le pays n'a en effet manqué qu'une seule édition du concours, en 1996[51]. Viennent ensuite la France et le Royaume-Uni avec chacun soixante-six participations, cette même année. Ces pays n'ont manqué que deux éditions du concours : en 1974 et 1982 pour la France[52] ; en 1956 et 1958 pour le Royaume-Uni[53].
- La France demeure le pays participant à avoir le plus souvent terminé à la troisième place : à sept reprises, en 1959, 1965, 1967, 1968, 1978, 1979 et 1981[52].
- L’Irlande et la Suède sont les deux pays à avoir remporté le plus grand nombre de victoires au concours : à sept reprises. Pour le premier (dont 3 consécutives) : en 1970, 1980, 1987, 1992, 1993, 1994 et 1996[54]. Pour le deuxième : en 1974, 1984, 1991, 1999, 2012, 2015 et 2023.

Viennent ensuite la France, le Luxembourg, le Royaume-Uni et les Pays-Bas, qui l'ont remporté chacun à cinq reprises.
- Malte demeure toujours le plus ancien pays participant à n'avoir encore jamais décroché la victoire. Le pays participe depuis 1971 et son meilleur résultat demeure une deuxième place, en 2002 et en 2005. Viennent ensuite Chypre (qui participe depuis 1981) et l'Islande (depuis 1986).
- Les Pays-Bas demeurent le premier pays participant à avoir présenté une chanson au concours. En effet, lors de la première édition de l'Eurovision, en 1956, ce fut la représentante néerlandaise, Jetty Paerl, qui ouvrit le spectacle avec De vogels van Holland[55]. Le pays détient en outre un autre record, celui d'être passé le plus souvent en première position en finale : à six reprises, en 1956, 1965, 1967, 1970, 1975 et 2001[56].
- Le Royaume-Uni détient le record du plus grand nombre de participations consécutives : soixante-cinq, en 2023. En effet, depuis 1958, le pays n'a manqué aucune édition du concours[53]. Le Royaume-Uni détient de plus deux autres records. Premièrement, celui du pays participant ayant le plus souvent terminé à la deuxième place : à seize reprises, en 1959, 1960, 1961, 1964, 1965, 1968, 1970, 1972, 1975, 1977, 1988, 1989, 1992, 1993, 1998 et 2022[53]. Deuxièmement, celui du pays participant ayant le plus souvent organisé le concours : à neuf reprises, en 1960, 1963, 1968, 1972, 1974, 1977, 1982, 1998 et 2023[57].
- La Belgique, l'Espagne, l'Autriche et les Pays-Bas sont les premiers pays ayant obtenu 0 point, en 1962.
- Le Portugal est le premier pays à avoir obtenu le score de 0 point à leur entrée, en 1964. Puis, en 1994, la Lituanie fera aussi une entrée à 0 point.

## Qualifications

Taux de qualification en finale par pays depuis 2004.

Depuis l'instauration du système des demi-finales, en 2004, l'Ukraine et le Luxembourg sont parvenus à se qualifier à chacune de leurs participations. À contrario, Andorre, Monaco et la Slovaquie n'y sont encore jamais parvenu une seule fois.
| Pays               | Participations (depuis 2004) | Participations en demi-finale | Qualifications | Élimination | Dernière qualification |
| ------------------ | ---------------------------- | ----------------------------- | -------------- | ----------- | ---------------------- |
| Albanie            | 21                           | 20                            | 11             | 9           | 2025                   |
| Andorre            | 6                            | 6                             | 0              | 6           | -                      |
| Arménie            | 17                           | 16                            | 13             | 3           | 2025                   |
| Australie          | 10                           | 9                             | 6              | 3           | 2023                   |
| Autriche           | 17                           | 15                            | 8              | 7           | 2025                   |
| Azerbaïdjan        | 17                           | 16                            | 12             | 4           | 2022                   |
| Belgique           | 21                           | 20                            | 8              | 12          | 2023                   |
| Biélorussie        | 16                           | 16                            | 6              | 10          | 2019                   |
| Bosnie-Herzégovine | 10                           | 8                             | 7              | 1           | 2012                   |
| Bulgarie           | 14                           | 14                            | 5              | 9           | 2021                   |
| Chypre             | 20                           | 19                            | 11             | 8           | 2024                   |
| Croatie            | 19                           | 18                            | 8              | 10          | 2024                   |
| Danemark           | 21                           | 19                            | 11             | 8           | 2025                   |
| Estonie            | 21                           | 21                            | 11             | 10          | 2025                   |
| Finlande           | 21                           | 20                            | 12             | 8           | 2025                   |
| Géorgie            | 17                           | 17                            | 8              | 9           | 2024                   |
| Grèce              | 21                           | 18                            | 15             | 3           | 2025                   |
| Hongrie            | 13                           | 13                            | 10             | 3           | 2018                   |
| Irlande            | 21                           | 19                            | 7              | 12          | 2024                   |
| Islande            | 21                           | 20                            | 11             | 9           | 2025                   |
| Israël             | 21                           | 19                            | 12             | 7           | 2025                   |
| Lettonie           | 21                           | 20                            | 7              | 13          | 2025                   |
| Lituanie           | 21                           | 20                            | 13             | 7           | 2025                   |
| Luxembourg         | 2                            | 2                             | 2              | 0           | 2025                   |
| Macédoine du Nord  | 18                           | 18                            | 6              | 12          | 2019                   |
| Malte              | 21                           | 19                            | 9              | 10          | 2025                   |
| Moldavie           | 19                           | 18                            | 12             | 6           | 2023                   |
| Monaco             | 3                            | 3                             | 0              | 3           | -                      |
| Monténégro         | 13                           | 13                            | 2              | 11          | 2015                   |
| Norvège            | 21                           | 18                            | 15             | 3           | 2025                   |
| Pays-Bas           | 21                           | 20                            | 10             | 10          | 2025                   |
| Pologne            | 19                           | 18                            | 8              | 10          | 2025                   |
| Portugal           | 19                           | 18                            | 9              | 9           | 2025                   |
| Roumanie           | 18                           | 15                            | 11             | 4           | 2022                   |
| Russie             | 16                           | 12                            | 11             | 1           | 2021                   |
| Saint-Marin        | 15                           | 15                            | 4              | 11          | 2025                   |
| Serbie             | 17                           | 16                            | 12             | 4           | 2024                   |
| Slovaquie          | 4                            | 4                             | 0              | 4           | -                      |
| Slovénie           | 21                           | 21                            | 8              | 13          | 2024                   |
| Suède              | 21                           | 15                            | 14             | 1           | 2025                   |
| Suisse             | 21                           | 19                            | 8              | 11          | 2025                   |
| Tchéquie           | 13                           | 13                            | 5              | 8           | 2023                   |
| Turquie            | 9                            | 7                             | 6              | 1           | 2012                   |
| Ukraine            | 19                           | 15                            | 15             | 0           | 2025                   |

## Top 5 par pays
Ce classement présente les meilleurs résultats des pays qualifiés en finale, après l'édition 2025.
| Pays                 | 1re place | 2e place | 3e place | 4e place | 5e place | Total |
| -------------------- | --------- | -------- | -------- | -------- | -------- | ----- |
| Irlande              | 7         | 4        | 1        | 3        | 3        | 18    |
| Suède                | 7         | 1        | 6        | 4        | 10       | 28    |
| Royaume-Uni          | 5         | 16       | 3        | 5        | 1        | 30    |
| France               | 5         | 5        | 7        | 8        | 2        | 27    |
| Pays-Bas             | 5         | 1        | 1        | 2        | 2        | 11    |
| Luxembourg           | 5         | 0        | 2        | 5        | 1        | 13    |
| Israël               | 4         | 3        | 2        | 2        | 3        | 14    |
| Italie               | 3         | 3        | 5        | 3        | 6        | 20    |
| Suisse               | 3         | 3        | 4        | 6        | 2        | 18    |
| Ukraine              | 3         | 2        | 2        | 1        | 1        | 9     |
| Danemark             | 3         | 1        | 3        | 2        | 5        | 14    |
| Norvège              | 3         | 1        | 1        | 3        | 4        | 12    |
| Autriche             | 3         | 0        | 1        | 1        | 4        | 9     |
| Allemagne            | 2         | 4        | 5        | 4        | 2        | 17    |
| Espagne              | 2         | 4        | 2        | 2        | 1        | 11    |
| Russie               | 1         | 4        | 4        | 0        | 1        | 10    |
| Belgique             | 1         | 2        | 0        | 4        | 2        | 9     |
| Monaco               | 1         | 1        | 3        | 3        | 2        | 10    |
| Turquie              | 1         | 1        | 1        | 3        | 0        | 6     |
| Azerbaïdjan          | 1         | 1        | 1        | 1        | 1        | 5     |
| Finlande             | 1         | 1        | 0        | 0        | 0        | 2     |
| Grèce                | 1         | 0        | 3        | 0        | 2        | 6     |
| Estonie              | 1         | 0        | 2        | 1        | 1        | 5     |
| Lettonie             | 1         | 0        | 1        | 0        | 1        | 3     |
| Serbie               | 1         | 0        | 1        | 0        | 1        | 3     |
| Yougoslavie          | 1         | 0        | 0        | 3        | 0        | 4     |
| Portugal             | 1         | 0        | 0        | 0        | 0        | 1     |
| Malte                | 0         | 2        | 2        | 0        | 1        | 5     |
| Islande              | 0         | 2        | 0        | 2        | 0        | 4     |
| Croatie              | 0         | 1        | 0        | 2        | 1        | 4     |
| Bulgarie             | 0         | 1        | 0        | 1        | 1        | 3     |
| Chypre               | 0         | 1        | 0        | 0        | 3        | 4     |
| Australie            | 0         | 1        | 0        | 0        | 1        | 2     |
| Pologne              | 0         | 1        | 0        | 0        | 0        | 1     |
| Serbie-et-Monténégro | 0         | 1        | 0        | 0        | 0        | 1     |
| Roumanie             | 0         | 0        | 2        | 1        | 0        | 3     |
| Bosnie-Herzégovine   | 0         | 0        | 1        | 0        | 0        | 1     |
| Moldavie             | 0         | 0        | 1        | 0        | 0        | 1     |
| Arménie              | 0         | 0        | 0        | 2        | 0        | 2     |
| Hongrie              | 0         | 0        | 0        | 1        | 1        | 2     |
| Albanie              | 0         | 0        | 0        | 0        | 1        | 1     |
| Andorre              | 0         | 0        | 0        | 0        | 0        | 0     |
| Biélorussie          | 0         | 0        | 0        | 0        | 0        | 0     |
| Géorgie              | 0         | 0        | 0        | 0        | 0        | 0     |
| Lituanie             | 0         | 0        | 0        | 0        | 0        | 0     |
| Macédoine du Nord    | 0         | 0        | 0        | 0        | 0        | 0     |
| Maroc                | 0         | 0        | 0        | 0        | 0        | 0     |
| Monténégro           | 0         | 0        | 0        | 0        | 0        | 0     |
| Tchéquie             | 0         | 0        | 0        | 0        | 0        | 0     |
| Saint-Marin          | 0         | 0        | 0        | 0        | 0        | 0     |
| Slovaquie            | 0         | 0        | 0        | 0        | 0        | 0     |
| Slovénie             | 0         | 0        | 0        | 0        | 0        | 0     |

## Top 5 par année
Ce classement présente les cinq meilleurs pays en finale, après l'édition 2025.
| Année | 1re place                                     | 2e place                        | 3e place                      | 4e place                                | 5e place                   |
| ----- | --------------------------------------------- | ------------------------------- | ----------------------------- | --------------------------------------- | -------------------------- |
| 1956  | Suisse Points inconnus                        | -                               | -                             | -                                       | -                          |
| 1957  | Pays-Bas 31 Points                            | France 17 Points                | Danemark 10 Points            | Allemagne Luxembourg 8 Points           | -                          |
| 1958  | France 27 Points                              | Suisse 24 Points                | Italie 13 Points              | Suède 10 Points                         | Autriche Belgique 8 Points |
| 1959  | Pays-Bas 21 Points                            | Royaume-Uni 16 Points           | France 15 Points              | Suisse 14 Points                        | Danemark 12 Points         |
| 1960  | France 32 Points                              | Royaume-Uni 25 Points           | Monaco 15 Points              | Allemagne Norvège 11 Points             | -                          |
| 1961  | Luxembourg 31 Points                          | Royaume-Uni 24 Points           | Suisse 16 Points              | France 13 Points                        | Danemark Italie 12 Points  |
| 1962  | France 26 Points                              | Monaco 13 Points                | Luxembourg 11 Points          | Royaume-Uni Yougoslavie 10 Points       | -                          |
| 1963  | Danemark 42 Points                            | Suisse 40 Points                | Italie 37 Points              | Royaume-Uni 28 Points                   | France Monaco 25 Points    |
| 1964  | Italie 49 Points                              | Royaume-Uni 17 Points           | Monaco 15 Points              | France Luxembourg 14 Points             | -                          |
| 1965  | Luxembourg 32 Points                          | Royaume-Uni 26 Points           | France 22 Points              | Autriche 16 Points                      | Italie 15 Points           |
| 1966  | Autriche 31 Points                            | Suède 16 Points                 | Norvège 15 Points             | Belgique Irlande 14 Points              | -                          |
| 1967  | Royaume-Uni 47 Points                         | Irlande 22 Points               | France 20 Points              | Luxembourg 17 Points                    | Monaco 10 Points           |
| 1968  | Espagne 29 Points                             | Royaume-Uni 28 Points           | France 20 Points              | Irlande 18 Points                       | Suède 15 Points            |
| 1969  | Espagne France Pays-Bas Royaume-Uni 18 Points | -                               | -                             | -                                       | Suisse 13 Points           |
| 1970  | Irlande 32 Points                             | Royaume-Uni 26 Points           | Allemagne 12 Points           | Espagne France Suisse 8 Points          | -                          |
| 1971  | Monaco 128 Points                             | Espagne 116 Points              | Allemagne 100 Points          | Royaume-Uni 98 Points                   | Italie 91 Points           |
| 1972  | Luxembourg 128 Points                         | Royaume-Uni 114 Points          | Allemagne 107 Points          | Pays-Bas 106 Points                     | Autriche 100 Points        |
| 1973  | Luxembourg 129 Points                         | Espagne 125 Points              | Royaume-Uni 123 Points        | Israël 97 Points                        | Suède 94 Points            |
| 1974  | Suède 24 Points                               | Italie 18 Points                | Pays-Bas 15 Points            | Luxembourg Monaco Royaume-Uni 14 Points | -                          |
| 1975  | Pays-Bas 152 Points                           | Royaume-Uni 138 Points          | Italie 115 Points             | France 91 Points                        | Luxembourg 84 Points       |
| 1976  | Royaume-Uni 164 Points                        | France 147 Points               | Monaco 93 Points              | Suisse 91 Points                        | Autriche 80 Points         |
| 1977  | France 136 Points                             | Royaume-Uni 121 Points          | Irlande 119 Points            | Monaco 96 Points                        | Grèce 92 Points            |
| 1978  | Israël 157 Points                             | Belgique 125 Points             | France 119 Points             | Monaco 107 Points                       | Irlande 86 Points          |
| 1979  | Israël 125 Points                             | Espagne 116 Points              | France 106 Points             | Allemagne 86 Points                     | Irlande 84 Points          |
| 1980  | Irlande 143 Points                            | Allemagne 128 Points            | Royaume-Uni 106 Points        | Suisse 104 Points                       | Pays-Bas 93 Points         |
| 1981  | Royaume-Uni 136 Points                        | Allemagne 132 Points            | France 125 Points             | Suisse 121 Points                       | Irlande 105 Points         |
| 1982  | Allemagne 161 Points                          | Israël 100 Points               | Suisse 97 Points              | Belgique 96 Points                      | Chypre 85 Points           |
| 1983  | Luxembourg 142 Points                         | Israël 136 Points               | Suède 126 Points              | Yougoslavie 125 Points                  | Allemagne 94 Points        |
| 1984  | Suède 145 Points                              | Irlande 137 Points              | Espagne 106 Points            | Danemark 101 Points                     | Belgique 70 Points         |
| 1985  | Norvège 123 Points                            | Allemagne 105 Points            | Suède 103 Points              | Royaume-Uni 100 Points                  | Israël 93 Points           |
| 1986  | Belgique 176 Points                           | Suisse 140 Points               | France 117 Points             | Irlande 96 Points                       | Suède 78 Points            |
| 1987  | Irlande 172 Points                            | Allemagne 141 Points            | Italie 103 Points             | Yougoslavie 92 Points                   | Pays-Bas 83 Points         |
| 1988  | Suisse 137 Points                             | Royaume-Uni 136 Points          | Danemark 92 Points            | Luxembourg 90 Points                    | Norvège 88 Points          |
| 1989  | Yougoslavie 137 Points                        | Royaume-Uni 130 Points          | Danemark 111 Points           | Suède 110 Points                        | Autriche 97 Points         |
| 1990  | Italie 149 Points                             | France 132 Points               | Irlande 132 Points            | Islande 124 Points                      | Espagne 96 Points          |
| 1991  | Suède 146 Points                              | France 146 Points               | Israël 139 Points             | Espagne 119 Points                      | Suisse 118 Points          |
| 1992  | Irlande 155 Points                            | Royaume-Uni 139 Points          | Malte 123 Points              | Italie 111 Points                       | Grèce 94 Points            |
| 1993  | Irlande 187 Points                            | Royaume-Uni 164 Points          | Suisse 148 Points             | France 121 Points                       | Norvège 120 Points         |
| 1994  | Irlande 226 Points                            | Pologne 166 Points              | Allemagne 128 Points          | Hongrie 122 Points                      | Malte 97 Points            |
| 1995  | Norvège 148 Points                            | Espagne 119 Points              | Suède 100 Points              | France 94 Points                        | Danemark 92 Points         |
| 1996  | Irlande 162 Points                            | Norvège 114 Points              | Suède 100 Points              | Croatie 98 Points                       | Estonie 94 Points          |
| 1997  | Royaume-Uni 227 Points                        | Irlande 157 Points              | Turquie 121 Points            | Italie 114 Points                       | Chypre 98 Points           |
| 1998  | Israël 172 Points                             | Royaume-Uni 166 Points          | Malte 165 Points              | Pays-Bas 150 Points                     | Croatie 131 Points         |
| 1999  | Suède 163 Points                              | Islande 148 Points              | Allemagne 140 Points          | Croatie 118 Points                      | Israël 93 Points           |
| 2000  | Danemark 195 Points                           | Russie 155 Points               | Lettonie 136 Points           | Estonie 98 Points                       | Allemagne 96 Points        |
| 2001  | Estonie 198 Points                            | Danemark 177 Points             | Grèce 147 Points              | France 142 Points                       | Suède 100 Points           |
| 2002  | Lettonie 176 Points                           | Malte 164 Points                | Estonie 111 Points            | Royaume-Uni 111 Points                  | France 104 Points          |
| 2003  | Turquie 167 Points                            | Belgique 165 Points             | Russie 164 Points             | Norvège 123 Points                      | Suède 107 Points           |
| 2004  | Ukraine 280 Points                            | Serbie-et-Monténégro 263 Points | Grèce 252 Points              | Turquie 195 Points                      | Suède 170 Points           |
| 2005  | Grèce 230 Points                              | Malte 192 Points                | Roumanie 158 Points           | Israël 154 Points                       | Lettonie 153 Points        |
| 2006  | Finlande 292 Points                           | Russie 248 Points               | Bosnie-Herzégovine 229 Points | Roumanie 172 Points                     | Suède 170 Points           |
| 2007  | Serbie 268 Points                             | Ukraine 235 Points              | Russie 207 Points             | Turquie 163 Points                      | Bulgarie 157 Points        |
| 2008  | Russie 272 Points                             | Ukraine 230 Points              | Grèce 218 Points              | Arménie 199 Points                      | Norvège 182 Points         |
| 2009  | Norvège 387 Points                            | Islande 218 Points              | Azerbaïdjan 207 Points        | Turquie 177 Points                      | Royaume-Uni 173 Points     |
| 2010  | Allemagne 246 Points                          | Turquie 170 Points              | Roumanie 162 Points           | Danemark 149 Points                     | Azerbaïdjan 145 Points     |
| 2011  | Azerbaïdjan 221 Points                        | Italie 189 Points               | Suède 185 Points              | Ukraine 159 Points                      | Danemark 134 Points        |
| 2012  | Suède 372 Points                              | Russie 259 Points               | Serbie 214 Points             | Azerbaïdjan 150 Points                  | Albanie 146 Points         |
| 2013  | Danemark 281 Points                           | Azerbaïdjan 234 Points          | Ukraine 214 Points            | Norvège 191 Points                      | Russie 174 Points          |
| 2014  | Autriche 290 Points                           | Pays-Bas 238 Points             | Suède 218 Points              | Arménie 174 Points                      | Hongrie 143 Points         |
| 2015  | Suède 365 Points                              | Russie 303 Points               | Italie 292 Points             | Belgique 217 Points                     | Australie 196 Points       |
| 2016  | Ukraine 534 Points                            | Australie 511 Points            | Russie 491 Points             | Bulgarie 307 Points                     | Suède 261 Points           |
| 2017  | Portugal 758 Points                           | Bulgarie 615 Points             | Moldavie 374 Points           | Belgique 363 Points                     | Suède 344 Points           |
| 2018  | Israël 529 Points                             | Chypre 436 Points               | Autriche 342 Points           | Allemagne 340 Points                    | Italie 308 Points          |
| 2019  | Pays-Bas 498 Points                           | Italie 465 Points               | Russie 370 Points             | Suisse 364 Points                       | Suède 334 Points           |
| 2021  | Italie 524 Points                             | France 499 Points               | Suisse 432 Points             | Islande 378 Points                      | Ukraine 364 Points         |
| 2022  | Ukraine 631 Points                            | Royaume-Uni 466 Points          | Espagne 459 Points            | Suède 438 Points                        | Serbie 312 Points          |
| 2023  | Suède 583 Points                              | Finlande 526 Points             | Israël 362 Points             | Italie 350 Points                       | Norvège 268 Points         |
| 2024  | Suisse 591 Points                             | Croatie 547 Points              | Ukraine 453 Points            | France 445 Points                       | Israël 375 Points          |
| 2025  | Autriche 436 Points                           | Israël 357 Points               | Estonie 356 Points            | Suède 321 Points                        | Italie 256 Points          |

## Classement du Big 5
Ce classement présente les résultats des pays du Big 5 depuis sa création, après l'édition 2025.
| Année | 1re place              | 2e place                 | 3e place                 | 4e place               | 5e place                 | Dernière place          |
| ----- | ---------------------- | ------------------------ | ------------------------ | ---------------------- | ------------------------ | ----------------------- |
| 1999  |                        |                          | Allemagne / 140 Points   |                        |                          | Espagne / 1 Point       |
| 2000  |                        |                          |                          |                        | Allemagne / 96 Points    |                         |
| 2001  |                        |                          |                          | France / 142 Points    |                          |                         |
| 2002  |                        |                          | Royaume-Uni / 111 Points |                        | France / 104 Points      |                         |
| 2003  |                        |                          |                          |                        |                          | Royaume-Uni / 0 Point   |
| 2004  |                        |                          |                          |                        |                          |                         |
| 2005  |                        |                          |                          |                        |                          | Allemagne / 4 Points    |
| 2006  |                        |                          |                          |                        |                          |                         |
| 2007  |                        |                          |                          |                        |                          |                         |
| 2008  |                        |                          |                          |                        |                          | Royaume-Uni / 14 Points |
| 2009  |                        |                          |                          |                        | Royaume-Uni / 173 Points |                         |
| 2010  | Allemagne / 246 Points |                          |                          |                        |                          | Royaume-Uni / 10 Points |
| 2011  |                        | Italie / 189 Points      |                          |                        |                          |                         |
| 2012  |                        |                          |                          |                        |                          |                         |
| 2013  |                        |                          |                          |                        |                          |                         |
| 2014  |                        |                          |                          |                        |                          | France / 2 Points       |
| 2015  |                        |                          | Italie / 292 Points      |                        |                          | Allemagne / 0 Point     |
| 2016  |                        |                          |                          |                        |                          | Allemagne / 11 Points   |
| 2017  |                        |                          |                          |                        |                          | Espagne / 5 Points      |
| 2018  |                        |                          |                          | Allemagne / 340 Points | Italie / 308 Points      |                         |
| 2019  |                        | Italie / 465 Points      |                          |                        |                          | Royaume-Uni / 16 Points |
| 2021  | Italie / 524 Points    | France / 499 Points      |                          |                        |                          | Royaume-Uni / 0 Point   |
| 2022  |                        | Royaume-Uni / 466 Points | Espagne / 459 Points     |                        |                          | Allemagne / 6 Points    |
| 2023  |                        |                          |                          | Italie / 350 Points    |                          | Allemagne / 18 Points   |
| 2024  |                        |                          |                          | France / 445 Points    |                          |                         |
| 2025  |                        |                          |                          |                        | Italie / 256 Points      |                         |

## Dernière place
La Norvège détient toujours le record de dernières places. Le pays a terminé douze fois à la dernière place, en finale. Quatre de ces dernières places se sont soldées par un "nul point" : en 1963, 1978, 1981 et 1997. Vient ensuite la Finlande qui a terminé onze fois à la dernière place : neuf fois en finale et deux fois en demi-finale, trois de ces dernières places s'étant soldées par un "nul point" (en 1963, 1965 et 1982).
Depuis 1956, huit pays participants ont terminé à la dernière place lors de leurs débuts :  l'Autriche (en 1957), Monaco (en 1959), le Portugal (en 1964), Malte (en 1971), la Turquie (en 1975), la Lituanie (en 1994), la Tchéquie (en 2007) et Saint-Marin (en 2008). De ces huit débuts, deux se sont en outre conclus par un "nul point" : ceux du Portugal et de la Lituanie.
| Pays                 | En finale                                                                | En demi-finale                 | Total |
| -------------------- | ------------------------------------------------------------------------ | ------------------------------ | ----- |
| Albanie              | -                                                                        | -                              | 00    |
| Allemagne            | 1964, 1965, 1974, 1995, 2005, 2015, 2016, 2022 et 2023                   | -                              | 09    |
| Andorre              | -                                                                        | 2006                           | 01    |
| Arménie              | -                                                                        | -                              | 00    |
| Australie            | -                                                                        | -                              | 00    |
| Autriche             | 1957, 1961, 1962, 1979, 1984, 1988, 1991 et 2015                         | 2012                           | 09    |
| Azerbaïdjan          | -                                                                        | 2025                           | 01    |
| Belgique             | 1961, 1962, 1965, 1973, 1979, 1985, 1993 et 2000                         | -                              | 08    |
| Biélorussie          | -                                                                        | -                              | 00    |
| Bosnie-Herzégovine   | -                                                                        | -                              | 00    |
| Bulgarie             | -                                                                        | -                              | 00    |
| Chypre               | 1986                                                                     | -                              | 01    |
| Croatie              | -                                                                        | -                              | 00    |
| Danemark             | 2002                                                                     | -                              | 01    |
| Espagne              | 1962, 1965, 1983, 1999 et 2017                                           | -                              | 05    |
| Estonie              | -                                                                        | 2016                           | 01    |
| Finlande             | 1963, 1965, 1968, 1980, 1982, 1990, 1992, 1996 et 2009                   | 2015 et 2019                   | 11    |
| France               | 2014                                                                     | -                              | 01    |
| Grèce                | -                                                                        | -                              | 00    |
| Géorgie              | -                                                                        | 2014, 2018 et 2022             | 03    |
| Hongrie              | -                                                                        | 2008                           | 01    |
| Irlande              | 2007 et 2013                                                             | 2019 et 2021                   | 04    |
| Islande              | 1989 et 2001                                                             | 2018 et 2024                   | 04    |
| Israël               | -                                                                        | -                              | 00    |
| Italie               | 1966                                                                     | -                              | 01    |
| Lettonie             | -                                                                        | 2009, 2010, 2013, 2017 et 2021 | 05    |
| Lituanie             | 1994                                                                     | 2005                           | 02    |
| Luxembourg           | 1958, 1960 et 1970                                                       | -                              | 03    |
| Macédoine du Nord    | -                                                                        | -                              | 00    |
| Malte                | 1971, 1972 et 2006                                                       | 2023 et 2024                   | 05    |
| Maroc                | -                                                                        | -                              | 00    |
| Moldavie             | -                                                                        | 2014                           | 01    |
| Monaco               | 1959 et 1966                                                             | -                              | 02    |
| Monténégro           | -                                                                        | 2025                           | 01    |
| Norvège              | 1963, 1969, 1974, 1976, 1978, 1981, 1990, 1997, 2001, 2004, 2012 et 2024 | -                              | 12    |
| Pays-Bas             | 1958, 1962, 1963 et 1968                                                 | 2011                           | 05    |
| Pologne              | -                                                                        | 2011                           | 01    |
| Portugal             | 1964, 1974, 1997 et 2018                                                 | -                              | 04    |
| Roumanie             | -                                                                        | -                              | 00    |
| Royaume-Uni          | 2003, 2008, 2010, 2019 et 2021                                           | -                              | 05    |
| Russie               | -                                                                        | -                              | 00    |
| Saint-Marin          | 2025                                                                     | 2008, 2017 et 2023             | 04    |
| Serbie               | -                                                                        | -                              | 00    |
| Serbie-et-Monténégro | -                                                                        | -                              | 00    |
| Slovaquie            | -                                                                        | 2012                           | 01    |
| Slovénie             | -                                                                        | 2013 et 2022                   | 02    |
| Suède                | 1963 et 1977                                                             | -                              | 02    |
| Suisse               | 1964, 1967, 1974, 1998 et 2011                                           | 2004, 2010, 2015 et 2016       | 09    |
| Tchéquie             | -                                                                        | 2007 et 2009                   | 02    |
| Turquie              | 1975, 1983 et 1987                                                       | -                              | 03    |
| Ukraine              | -                                                                        | -                              | 00    |
| Yougoslavie          | 1964                                                                     | -                              | 01    |

## Pays n'ayant pas encore gagné par durée d'attente
Ce tableau présente les pays n'ayant pas encore gagné par ordre décroissant depuis leur première participation, après l'édition 2025.
| Pays participant   | Année début | Intervalle de temps |
| ------------------ | ----------- | ------------------- |
| Malte              | 1971        | 54 ans              |
| Maroc              | 1980        | 45 ans              |
| Chypre             | 1981        | 44 ans              |
| Islande            | 1986        | 39 ans              |
| Bosnie-Herzégovine | 1993        | 32 ans              |
| Croatie            | 1993        | 32 ans              |
| Slovénie           | 1993        | 32 ans              |
| Hongrie            | 1994        | 31 ans              |
| Lituanie           | 1994        | 31 ans              |
| Pologne            | 1994        | 31 ans              |
| Roumanie           | 1994        | 31 ans              |
| Slovaquie          | 1994        | 31 ans              |
| Macédoine du Nord  | 1998        | 27 ans              |
| Albanie            | 2004        | 21 ans              |
| Andorre            | 2004        | 21 ans              |
| Biélorussie        | 2004        | 21 ans              |
| Bulgarie           | 2005        | 20 ans              |
| Moldavie           | 2005        | 20 ans              |
| Arménie            | 2006        | 19 ans              |
| Géorgie            | 2007        | 18 ans              |
| Monténégro         | 2007        | 18 ans              |
| Tchéquie           | 2007        | 18 ans              |
| Saint-Marin        | 2008        | 17 ans              |
| Australie          | 2015        | 10 ans              |